# 愛德華茲 (加利福尼亞州)
愛德華茲（英語：Edwards）是位於美國加利福尼亞州克恩縣的一個非建制地區。該地的面積和人口皆未知。

## 地理
愛德華茲的座標為34°55′34″N 117°56′06″W / 34.92611°N 117.93500°W，而該地的平均海拔高度為718米（即2356英尺）。